# Aliza Lavie

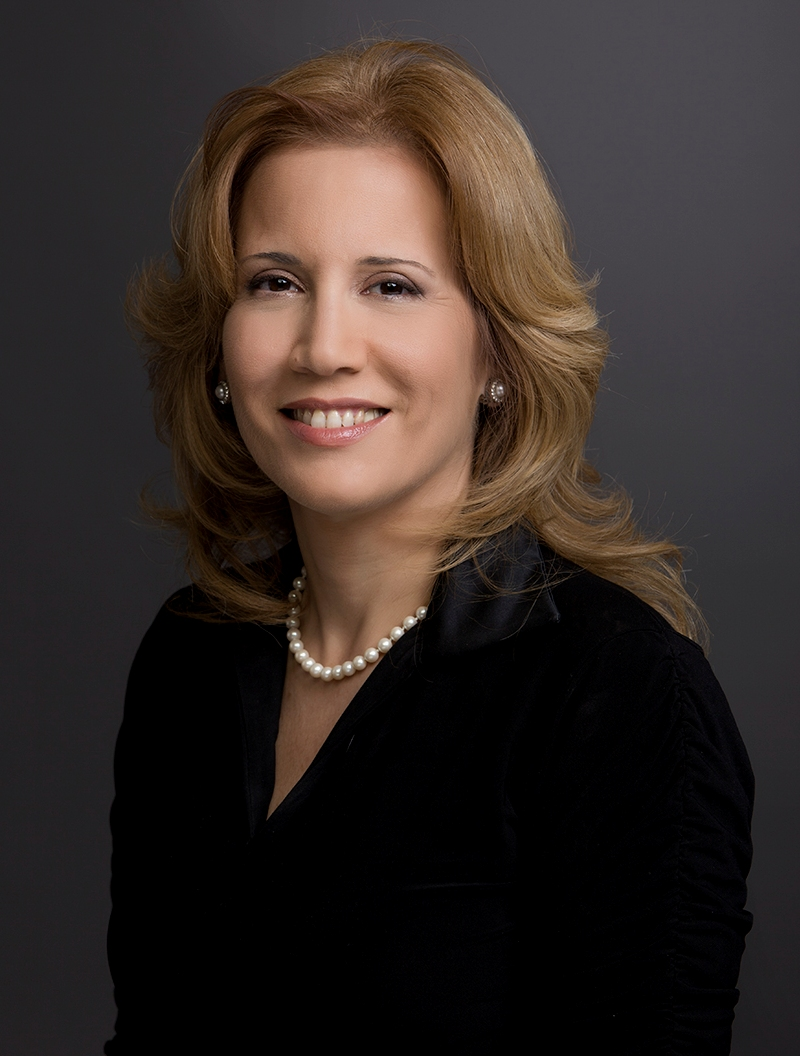
Aliza Lavie

Aliza Lavie (hebräisch עליזה לביא; * 23. September 1964 in Kfar Saba) ist eine israelische Politikerin der Jesch Atid.

## Leben
Lavie studierte an der Bar-Ilan-Universität in Ramat Gan. Nach dem erfolgreichen Abschluss ihres Studiums erhielt sie eine Anstellung an der Bar-Ilan-Universität und leitet dort das Zentrum für Medien und Religion. Seit 2013 ist Lavie Abgeordnete in der Knesset.

## Werke (Auswahl)
- 2008 „A Jewish Women's Prayerbook“, ausgezeichnet mit dem National Jewish Book Award des Jewish Book Council in den Vereinigten Staaten